# San Juan Ahuehueyo
San Juan Ahuehueyo es una localidad del estado mexicano de Morelos. Es parte del municipio de Ayala.

## Toponimia
El nombre «San Juan» hace referencia al santo patrono de la localidad: Juan el Bautista. El nombre «Ahuehueyo» proviene de los términos en náhuatl: ahuehuetl, ahuehuete; yo, adjetivo. Su significado es «Lugar de ahuehuetes».

## Demografía
| Gráfica de evolución demográfica |
|                                  |

| Censo | Población |
| ----- | --------- |
| 1900  | 121       |
| 1910  | 144       |
| 1921  | 348       |
| 1930  | 543       |
| 1940  | 527       |
| 1950  | 732       |
| 1960  | 952       |
| 1970  | 1397      |
| 1980  | 1157      |
| 1990  | 2058      |
| 2000  | 2333      |
| 2010  | 2325      |
| 2020  | 2547      |